# Joãozinho (músico)
Joãozinho, nome artístico de João Manoel de Araújo Costa Netto (Natal, 6 de fevereiro de 1930 — Rio de Janeiro, 19 de agosto de 2005) foi um compositor, instrumentista e cantor brasileiro.
Criou em 1950, juntamente com Paulo Gilvan Duarte Bezerril e Edson Reis de França, o Trio Irakitan, que atuou por mais de 40 anos, participando da gravação de dezenas de discos e 18 filmes.